# Klöverbladskors

Klöverbladskors

Klöverbladskors är ett kors där varje arm avslutas med ett treklöverblad, ett trepass. Treklövern symboliserar treenigheten och brukades av till exempel Sankt Patrick, Irlands apostel för att åskådliggöra dess bibliska mysterium. Det förekommer på flera olika typer av kors som patriarkalkors, grekiska kors med flera. Korstypen påminner även om ankarkors och liljekors.